# Посёлок участка откормсовхоза
Посёлок участка Откормсовхоза — упразднённый в 1981 году посёлок Истякского сельсовета Янаульского района БАССР.

## География
Находился в 16 км от райцентра (г. Янаул) и станции Янаул, в 9 км от центра сельсовета — д. Истяк.

## История
Ликвидирован согласно Указу Президиума ВС Башкирской АССР от 14.09.1981 N 6-2/327 «Об исключении некоторых населенных пунктов из учётных данных по административно-территориальному делению Башкирской АССР».

## Население
На 1972 год проживали преимущественно башкиры.